# Pieter Neefs le Vieux
Ne doit pas être confondu avec son fils, Pieter Neefs le Jeune
Pieter Neefs, dit le Vieux, né à Anvers vers 1578 et mort entre 1656 et 1661, est un peintre baroque flamand.

## Biographie
Les dates de sa naissance et de sa mort sont mal connues. Il serait né en 1578 selon Jantzen, mais il aurait effectué un long apprentissage auprès de Steenwijk l’Ancien. Compte tenu de nombreux éléments réunis et cités ci-après, il serait né plutôt en 1588-1590.
Ses premières œuvres datent de 1605. Il est admis à la guilde de Saint-Luc d’Anvers en 1609 et se marie en 1612. Son premier fils, Lodewijk (en), est né en 1617 et le second, Peeter, né en 1620, deviendra Pieter Neefs le Jeune. Il est également peintre et le thème de ses œuvres est similaire à celui de son père, à savoir les intérieurs d'église.
Son épouse meurt en 1657 et lui deux ans plus tard, en 1659.

## Œuvres

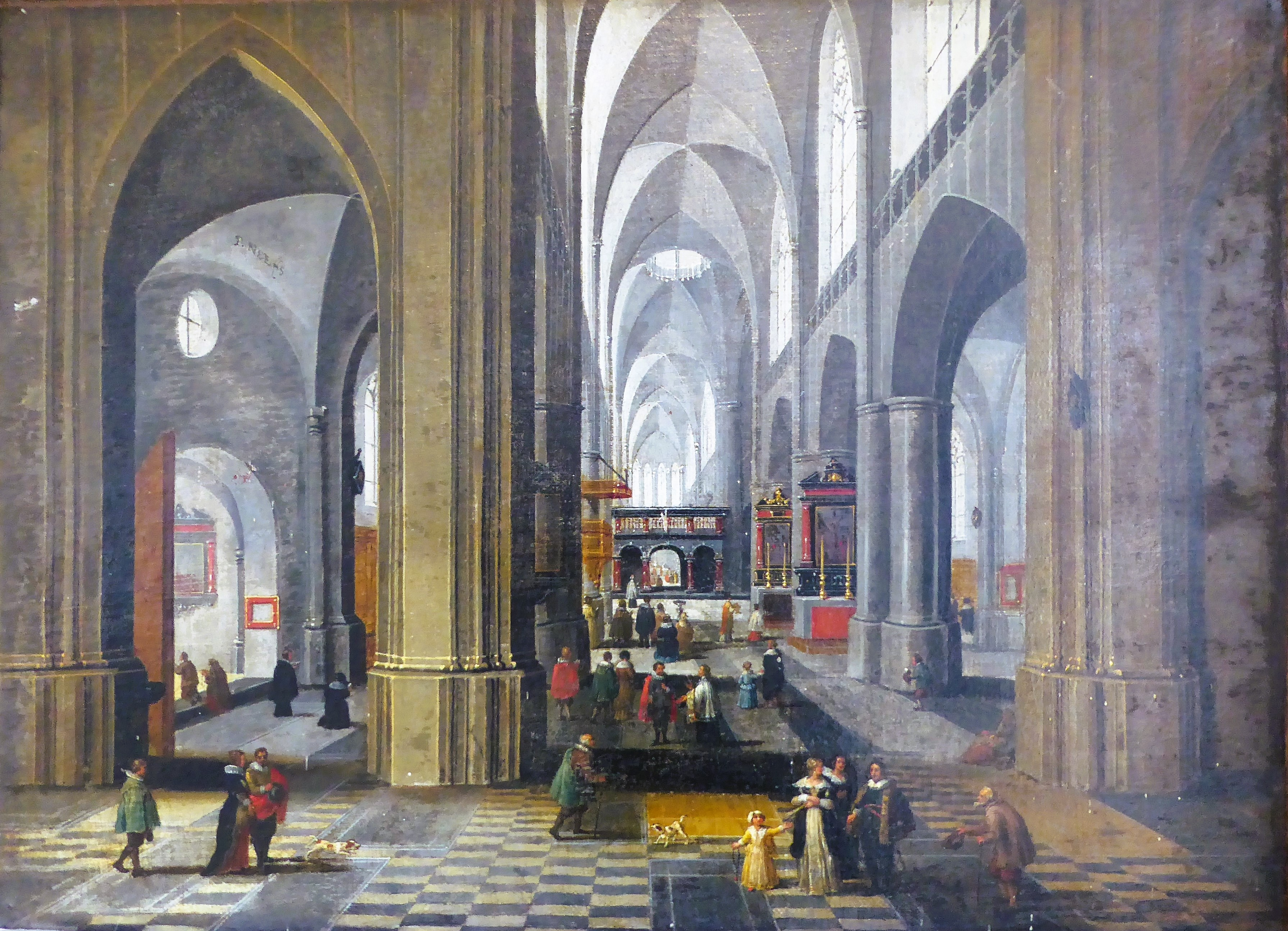
Intérieur de l'église Saint-Jacques à Anvers, musée des Beaux-Arts de Chartres.

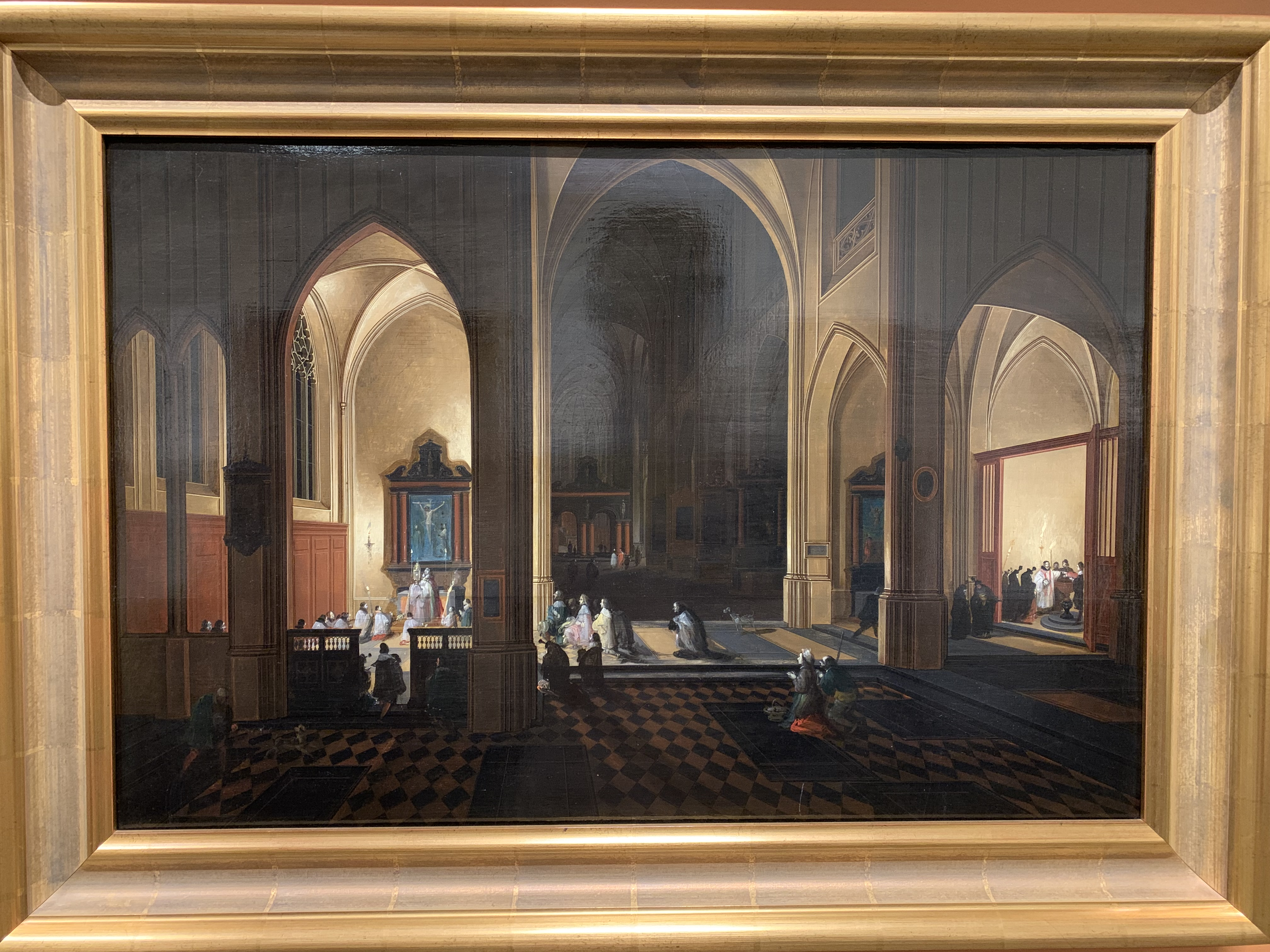
Intérieur d'église XMle siede HUILE SUR BOIS CONATION EOURGUIGNON DE FABREGOULES, 1860

Il excella surtout dans la reproduction des monuments d'architecture (intérieur d'église) et rendit la perspective d'une manière admirable. Son coloris est si transparent qu'on distingue jusqu'aux plus délicates moulures dans les ombres les plus épaisses. Teniers, Pieter Brueghel le Jeune, Sébastien et François Franck, et quelques autres artistes l'aidaient à exécuter les nombreux personnages qui figurent dans ses tableaux.
Il sera très influencé par le travail de Steenwijk père et fils avant de trouver son propre style vers les années 1630. Sa production fut très abondante et il est très difficile de la distinguer de celle de ses fils. On a pu recenser plus de 400 tableaux qu’il réalisa avec des collaborateurs et ses deux fils Lodewijk et Peeter.
- Intérieur d'église, huile sur toile, 48,5 × 65 cm, musée des Beaux-Arts, Rouen ;
- Intérieur d'une église de nuit, vers 1630-1640, huile sur bois, musée Fabre, Montpellier ;
- Intérieur de la cathédrale d'Anvers :
  - Intérieur de la cathédrale d'Anvers (ou le Jeune), huile sur bois, 29 × 43 cm, musée des Offices, Florence[1] ;
  - Intérieur de la cathédrale d'Anvers, huile sur bois, 49 × 65 cm, Wallace Collection, Londres[2] ;
- Intérieur de l'église Saint-Jacques à Anvers, huile sur toile, musée des Beaux-Arts de Chartres, don comtesse de Cossé-Brissac, 1949 (inv. 49.6.1).